# Romanów (rejon rożyszczeński)
Romanów (ukr. Романів) – wieś na Ukrainie, w obwodzie wołyńskim, w rejonie rożyszczeńskim.
Pod koniec XIX w. dwie kolonie w powiecie łuckim, w gminie Szczurzyn.

## Urodzeni
- Włodzimierz Wysocki (poeta)